# Station Łaszczów
Station Łaszczów is een spoorwegstation in de Poolse plaats Łaszczów.